# Long May You Run
Long May You Run es el octavo álbum de estudio del músico canadiense Neil Young, publicado por la compañía discográfica Reprise Records en 1976.
El álbum, una colaboración con Stephen Stills acreditado a The Stills-Young Band, alcanzó el puesto 26 en la lista estadounidense Billboard 200 y fue certificado como disco de oro por la RIAA. El álbum es el único trabajo de estudio publicado por ambos músicos como tándem, fuera de su colaboración bajo los grupos Buffalo Springfield y Crosby, Stills, Nash & Young.

## Trasfondo
Tras una reunión de Crosby, Stills, Nash & Young en 1974, un nuevo intento por finalizar un nuevo álbum de estudio terminó con asperezas entre los miembros del grupo y sin ningún resultado. David Crosby y Graham Nash reanudaron su asociación como Crosby & Nash, mientras que Stills y Young continuaron sus respectivas carreras en solitario. Canciones de las sesiones de grabación del álbum incompleto aparecieron en varios discos de los miembros del grupo, y Stills versionó dos temas de Young en sus álbumes más recientes: "New Mama", en Stills, y "The Loner" en Illegal Stills.
A comienzos de 1976, Stills y Young llegaron a un acercamiento y comenzaron a trabajar juntos en un proyecto común con el deseo de continuar lo que habían dejado en Buffalo Springfield una década después del fin del grupo. Crosby y Nash firmaron también, y brevemente Long May Yu Run fue un proyecto de CSNY. Sin embargo, Crosby y Nash abandonaron el proyecto para centrarse en el álbum Whistling Down the Wire, a lo que Young y Stills reaccionaron eliminando las voces del dúo y otras contribuciones de las cintas maestras. Crosby y Nash prometieron no volver a trabajar con ninguno de los dos nunca más, aunque menos de un año después volvieron a trabajar con Stills para grabar CSN.
The Stills-Young Band, integrado por la banda con la que Stills salía de gira, salió de gira en 1976 con motivo del lanzamiento de Long May You Run. La gira comenzó en Clarkston (Míchigan) el 23 de junio, pero tras nueve conciertos, Young abandonó la gira tras mandar un lacónico telegrama a Stills, forzando al músico a completarla en solitario.
El primer sencillo del álbum, "Long May You Run", una elegía al primer coche que tuvo Young, un Buick Roadmaster de 1948 apodado "Mort", alcanzó el puesto 71 en la lista británica UK Singles Chart. Mort era un vehículo diferente al Pontiac de 1953, apodado Mort 2, en el que viajaba Young por Hollywood cuando lo vio Richie Furay, un momento que derivó en la formación de Buffalo Springfield. La mezcla original de "Long May You Run" con las voces de Crosby y Stalls fue restaudada un año después y se incluyó en el recopilatorio Decade.

## Lista de canciones
| Cara A |                       |                |          |  |
| N.º    | Título                | Escritor(es)   | Duración |  |
| 1.     | «Long May You Run»    | Neil Young     | 3:53     |  |
| 2.     | «Make Love to You»    | Stephen Stills | 5:10     |  |
| 3.     | «Midnight on the Bay» | Neil Young     | 3:59     |  |
| 4.     | «Black Coral»         | Stephen Stills | 4:41     |  |
| 5.     | «Ocean Girl»          | Neil Young     | 3:19     |  |

| Cara B |                  |                |          |  |
| N.º    | Título           | Escritor(es)   | Duración |  |
| 1.     | «Let It Shine»   | Neil Young     | 4:43     |  |
| 2.     | «12/8 Blues»     | Stephen Stills | 3:41     |  |
| 3.     | «Fontainebleau»  | Neil Young     | 3:58     |  |
| 4.     | «Guardian Angel» | Stephen Stills | 5:40     |  |

## Personal
Músicos
- Neil Young: guitarra, piano, armónica, sintetizador y voz.
- Stephen Stills: guitarra, piano y voz.
- Joe Lala: percusión y coros.
- Jerry Aiello: órgano y coros.
- George "Chocolate" Perry: bajo y coros.
- Joe Vitale: batería, flauta y coros.

## Posición en listas
| País           | Lista                    | Posición |
| -------------- | ------------------------ | -------- |
| Canadá         | Canadian Albums Chart    | 35       |
| Estados Unidos | Billboard 200            | 26       |
| Noruega        | VG-lista Albums Chart    | 19       |
| Nueva Zelanda  | New Zealand Albums Chart | 17       |
| Países Bajos   | Mega Album Top 100       | 3        |
| Reino Unido    | UK Albums Chart          | 12       |

| Sencillo              | Lista             | Posición más alta |
| --------------------- | ----------------- | ----------------- |
| «Midnight on the Bay» | Billboard Hot 100 | 109               |

## Certificaciones
| Fecha               | País           | Organismo certificador | Certificación | Ventas certificadas |
| ------------------- | -------------- | ---------------------- | ------------- | ------------------- |
| 12 de enero de 1977 | Estados Unidos | RIAA                   | Oro           | 500 000             |